# Hybridkatalpa
Hybridkatalpa (Catalpa ×erubescens) är en hybrid i familjen katalpaväxter mellan katalpa (C. bignonioides) och kinesisk katalpa (C. ovata). Den kan odlas på friland i Sverige och anges som härdig i zon I.

## Sorter
- Purpurkatalpa (C. ×erubescens 'Purpurea')

## Synonymer
- Catalpa ×hybrida Späth